# Ketelerka Davidova
Ketelerka Davidova (Keteleeria davidiana) je jehličnatý strom z čeledi borovicovitých, pocházející z Číny a Tchaj-wanu.

## Rozšíření

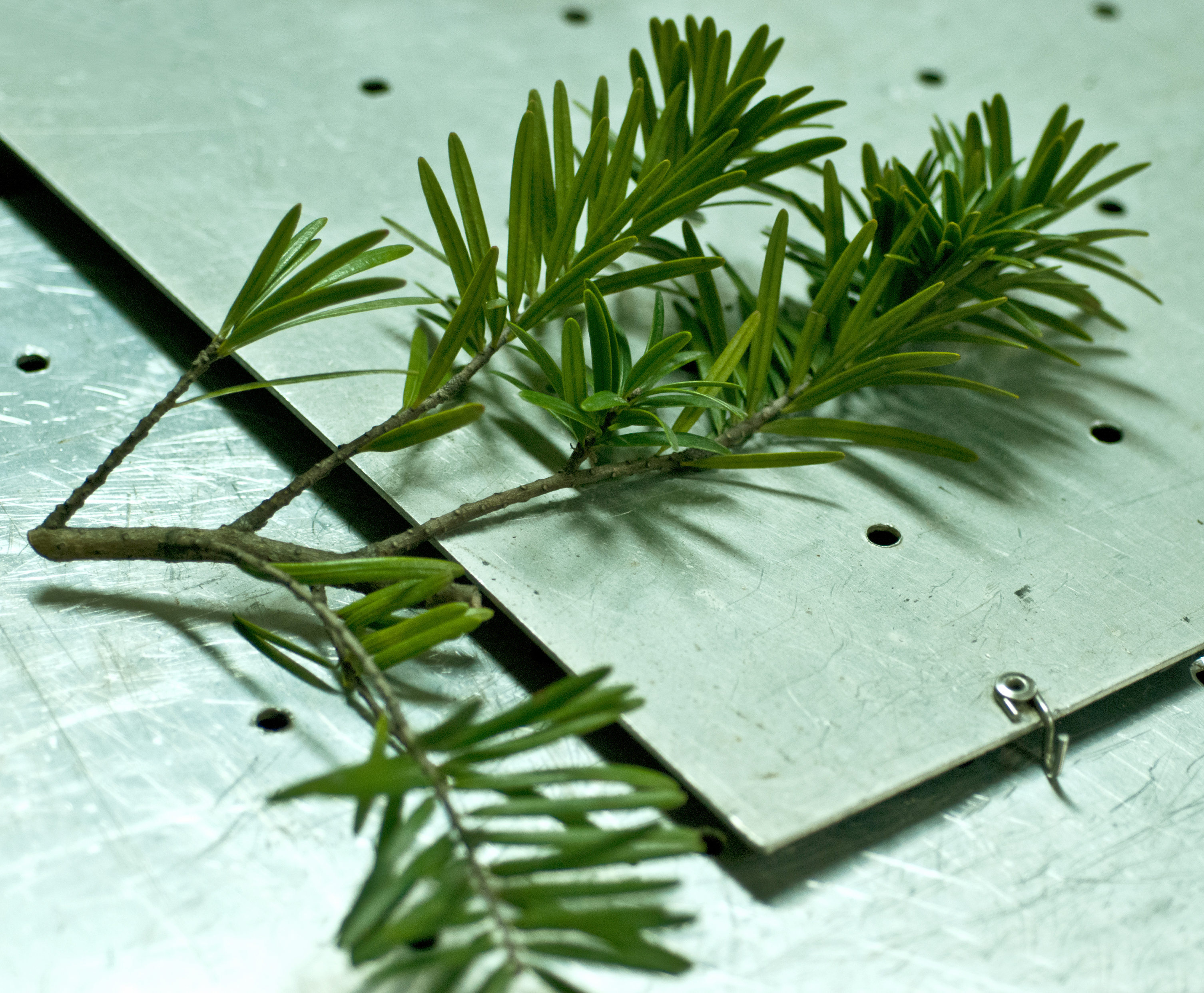
Větvička ketelerky Davidovy

Roste v suchých a teplých oblastech, převážně kopcovitých, od 200 do 1500 m n. m., převážně v těchto čínských provinciích: Chu-nan, Chu-pej, Jün-nan, Kan-su, Kuej-čou, Šan-si, S’-čchuan a v autonomní oblasti Kuang-si. Dále roste ještě na ostrově Tchaj-wanu.

## Popis
Ketelerka Davidova je strom vysoký až 50 m s průměrem kmene okolo 250 cm. Mladý strom mívá konický tvar, později má korunu nepravidelně zploštělou se silnými odbočnými větvemi. Kůra stromů mívá barvu tmavě šedou či tmavě hnědou, ve stáří bývá drsná, podélně rýhovaná, šupinatá. Větve mají za mlada barvu žlutavě šedou nebo světle šedou, později ztmavnou do sytě šedé nebo světle hnědé. Čárkovité jehlice jsou 2 až 6 cm dlouhé a 3,5 až 4 mm široké, jsou uspořádané hřebenovitě, po 20 až 35 v jedné řadě. U starých stromů vyrůstají jehlice asi o třetinu kratší. Pupeny nových větví bývají na jaře červené a jsou z dáli dobře viditelné.
Samčí šištice jsou uspořádané do shluků, bývají terminální nebo postranní. Samičí šištice, jsou světle hnědé, válcovité až cylindrické, bývají 6 až 21 cm vysoké a 3,5 až 6 cm široké, stojí vzpřímeně na stopkách dlouhých 2,5 až 3 cm. Semenné šupiny jsou srdčitého až kosočtverečného tvaru, podpůrné šupiny jsou poloviční velikosti. Vajíčka v samičích šišticích jsou opylována větrem. Semena dozrávají v říjnu nebo listopadu, bývají velká 1 až 1,5 x 6 až 8 mm, s jedním lesklým křidélkem dlouhým 12 až 19 mm.
Na řezu je dřevo červenavě nažloutlé nebo meruňkové žluté, je měkké.

## Použití
Roste na poměrně těžko dostupných místech a dřevo nemá zvlášť kvalitní, takže se pro nějaké specifické účely netěží. Používá se pro běžné místní potřeby.

## Taxonomie
Druh ketelerka Davidova je rozdělován na dva poddruhy, z nichž prvý roste v Číně a druhý na ostrově Tchaj-wanu (kdysi Formosa).
- Keteleeria davidiana (Bertrand) Beissn. subsp. davidiana
- Keteleeria davidiana (Bertrand) Beissn. subsp. formosana (Hayata) A. E. Murray, 1982[4]